# Schaffhauser Hexenprozesse

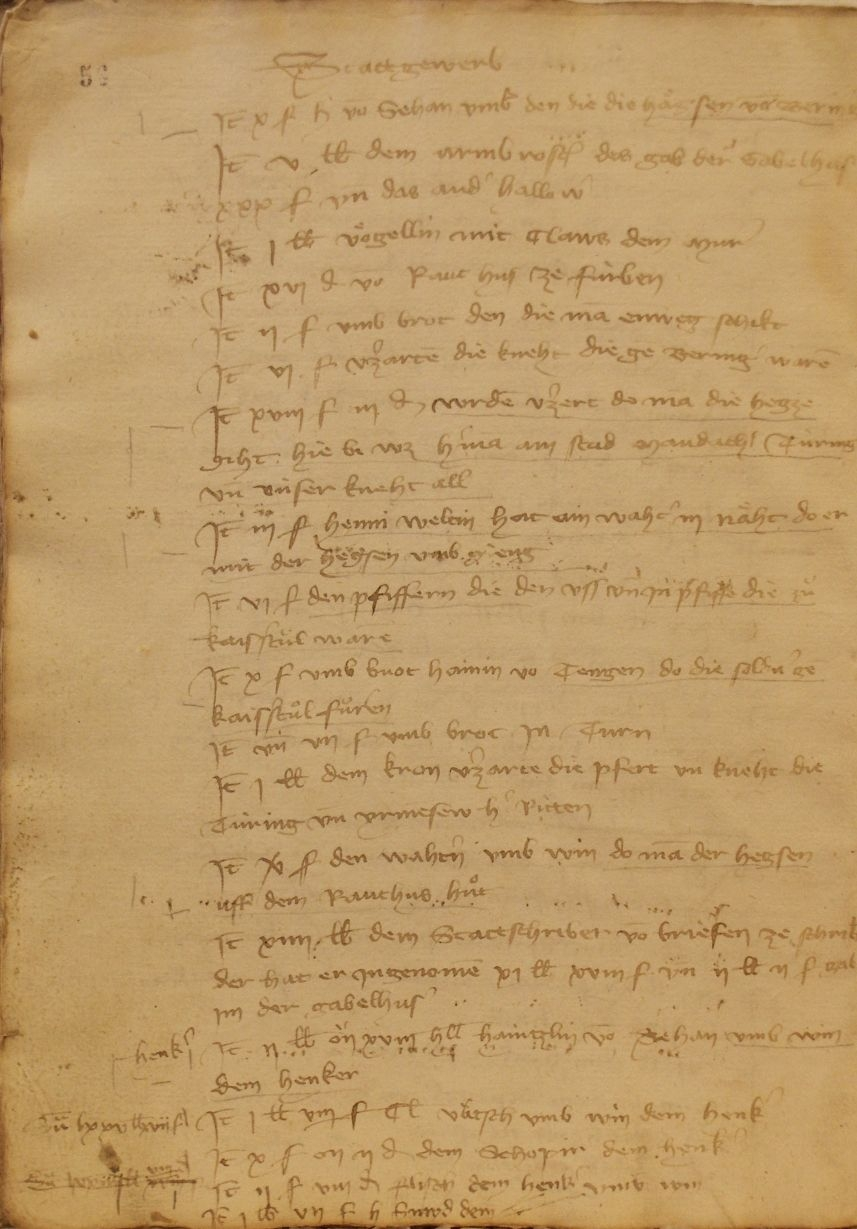
Eintragung zum Hexenbrand

Die Schaffhauser Hexenprozesse sind die frühesten bekannten Hexenprozesse in der Schweiz und ereigneten sich in Schaffhausen im Jahr 1402.
Der Nachweis dieses Prozesses/dieser Prozesse erfolgte vom Schaffhauser Stadtarchiv aufgrund der Stadtrechnungen. Es handelt sich um Personen, die als Hexe oder Hexen angeklagt wurden. Die Person(en) stammte(n) aus Beringen. In Schaffhausen wurde(n) sie verhört und hingerichtet.
In den Unterlagen ist von einem hegsen brand, also einer Hexenverbrennung, die Rede. Es handelt sich um einen der frühesten Hexenprozesse in Mitteleuropa mit Todesurteil durch Verbrennen. Die Aufstellung im Stadtarchiv zeigt die einzelnen Beträge für den Henker. Zum Beispiel betrugen die Kosten für das "dürre Holz für den Hexenbrand" fünf Schillinge.
Das Stadtarchiv spricht von einem oder mehreren Prozessen. Aus der Transkription der 600 Jahre alten Akte lässt sich nicht entnehmen, ob es sich um eine oder mehrere Personen handelt, die als „Hägsen“ bezeichnet werden.